# Party Animals
Party Animals är ett musikalbum av Turbonegro, utgivet april 2005. Gavs både ut på CD och i en specialgjord LP-version. Den sista delen i Turbonegros "Apocalypse Trilogi". Den hemliga låten My Name Is Bojan Milankovic är Turbonegros sätt att visa respekt åt alla fans världen runt. Den serbiska staden Novi Sad nämns i låten, och i den staden ska det mest ärliga Turbojugends finnas. Det har gjorts videor till låtarna High on the Crime och City of Satan.

## Låtar på albumet
| Nr  | Titel                       | Längd | Notering     |
| --- | --------------------------- | ----- | ------------ |
| 1.  | Intro: The Party Zone       | 2.01  |              |
| 2.  | All My Friends Are Dead     | 2.39  |              |
| 3.  | Blow Me (Like the Wind)     | 3.19  |              |
| 4.  | City of Satan               | 5.45  |              |
| 5.  | Death From Above            | 3.05  |              |
| 6.  | Wasted Again                | 3.10  |              |
| 7.  | High on the Crime           | 3.22  | Singel       |
| 8.  | If You See Kaye             | 3.01  |              |
| 9.  | Stay Free                   | 3.48  |              |
| 10. | Babylon Forever             | 3.54  |              |
| 11. | Hot Stuff / Hot Shit        | 4.02  |              |
| 12. | Final Warning               | 2.33  |              |
| 13. | My Name is Bojan Milankovic | 4.29  | Hemligt spår |